# Bơi lội tại Đại hội Thể thao châu Á 2014
Bơi lội tại Đại hội Thể thao châu Á 2014 được tổ chức tại Trung tâm dưới nước Park Tae-hwan Munhak ở Incheon, Hàn Quốc từ ngày 21 đến ngày 26 tháng 9 năm 2014. 

## Danh sách huy chương

### Nam
| Nội dung                | Vàng                                                                        | Vàng       | Bạc                                                                                 | Bạc      | Đồng                                                                               | Đồng     |
| ----------------------- | --------------------------------------------------------------------------- | ---------- | ----------------------------------------------------------------------------------- | -------- | ---------------------------------------------------------------------------------- | -------- |
| 50 m freestyle          | Ninh Trạch Đào · Trung Quốc                                                 | 21.95      | Shioura Shinri · Nhật Bản                                                           | 22.11    | Ito Kenta · Nhật Bản                                                               | 22.16    |
| 100 m freestyle         | Ninh Trạch Đào · Trung Quốc                                                 | 47.70 AS   | Park Tae-Hwan · Hàn Quốc                                                            | 48.75    | Shioura Shinri · Nhật Bản                                                          | 48.85    |
| 200 m freestyle         | Hagino Kosuke · Nhật Bản                                                    | 1:45.23    | Tôn Dương · Trung Quốc                                                              | 1:45.28  | Park Tae-Hwan · Hàn Quốc                                                           | 1:45.85  |
| 400 m freestyle         | Tôn Dương · Trung Quốc                                                      | 3:43.23    | Hagino Kosuke · Nhật Bản                                                            | 3:44.48  | Park Tae-Hwan · Hàn Quốc                                                           | 3:48.33  |
| 1500 m freestyle        | Tôn Dương · Trung Quốc                                                      | 14:49.75   | Yamamoto Kohei · Nhật Bản                                                           | 14:54.86 | Vương Khắc Thành · Trung Quốc                                                      | 15:06.73 |
| 50 m backstroke         | Koga Junya · Nhật Bản                                                       | 24:28 GR   | Irie Ryosuke · Nhật Bản                                                             | 24:98    | Từ Giả Vũ · Trung Quốc                                                             | 25:24    |
| 100 m backstroke        | Irie Ryosuke · Nhật Bản                                                     | 52.34 GR   | Từ Giả Vũ · Trung Quốc                                                              | 52.81    | Hagino Kosuke · Nhật Bản                                                           | 53.71    |
| 200 m backstroke        | Irie Ryosuke · Nhật Bản                                                     | 1:53.26 GR | Từ Giả Vũ · Trung Quốc                                                              | 1:55.05  | Hagino Kosuke · Nhật Bản                                                           | 1:56.36  |
| 50 m breaststroke       | Dmitriy Balandin · Kazakhstan                                               | 27.78 GR   | Koseki Yasuhiro · Nhật Bản                                                          | 27.89    | Sandeep Sejwal · Ấn Độ                                                             | 28.26    |
| 100 m breaststroke      | Dmitriy Balandin · Kazakhstan                                               | 59.92 GR   | Koseki Yasuhiro · Nhật Bản                                                          | 1:00.23  | Lý Tường · Trung Quốc                                                              | 1:00.91  |
| 200 m breaststroke      | Dmitriy Balandin · Kazakhstan                                               | 2:07.67 GR | Kohinata Kazuki · Nhật Bản                                                          | 2:09.45  | Koseki Yasuhiro · Nhật Bản                                                         | 2:09.48  |
| 50 m butterfly          | Thạch Dương · Trung Quốc                                                    | 23.46 GR   | Joseph Schooling · Singapore                                                        | 23.70    | Yang Jung-Doo · Hàn Quốc                                                           | 23.79    |
| 100 m butterfly         | Joseph Schooling · Singapore                                                | 51.76 GR   | Lý Chu Hạo · Trung Quốc                                                             | 51.91    | Ikebata Hirofumi · Nhật Bản                                                        | 52.08    |
| 200 m butterfly         | Seto Daiya · Nhật Bản                                                       | 1:54.08    | Hirai Kenta · Nhật Bản                                                              | 1:55.47  | Joseph Schooling · Singapore                                                       | 1:57.54  |
| 200 m individual medley | Hagino Kosuke · Nhật Bản                                                    | 1:55.34    | Fujimori Hirosama · Nhật Bản                                                        | 1:58.56  | Vương Thuấn · Trung Quốc                                                           | 1:59.10  |
| 400 m individual medley | Hagino Kosuke · Nhật Bản                                                    | 4:07.75    | Dương Chí Tiên · Trung Quốc                                                         | 4:10.18  | Seto Daiya · Nhật Bản                                                              | 4:10.39  |
| 4×100 m freestyle relay | Trung Quốc (CHN) · Ngu Hạ Tân · Lâm Vĩnh Khánh · Tôn Dương · Ninh Trạch Đào | 3:13.47 AS | Nhật Bản (JPN) · Shioura Shinri · Hamada Rammaru · Fujii Takuro · Nakamura Katsumi  | 3:14.38  | Hàn Quốc (KOR) · Kim Sung-Kyum · Yang June-Hyuck · Nam Ki-Woong · Park Tae-Hwan    | 3:18.44  |
| 4×200 m freestyle relay | Nhật Bản (JPN) · Kobori Yuki · Hagino Kosuke · Seto Daiya · Matsuda Takeshi | 7:06.74 GR | Trung Quốc (CHN) · Lý Vân Kỳ · Lâm Vĩnh Khánh · Mao Phi Liên · Từ Kỳ Hành           | 7:16.51  | Hàn Quốc (KOR) · Nam Ki-Woong · Yang June-Hyuck · Jeong Jeong-Soo · Park Tae-Hwan  | 7:21.37  |
| 4×100 m medley relay    | Trung Quốc (CHN) · Từ Giả Vũ · Lý Tưởng · Lý Chu Hạo · Ninh Trạch Đào       | 3:31.37 GR | Nhật Bản (JPN) · Irie Ryosuke · Koseki Yasuhiro · Ikebata Hirofumi · Shioura Shinri | 3:31.70  | Hàn Quốc (KOR) · Park Seon-Kwan · Choi Kyu-Woong · Chang Gyu-Cheol · Park Tae-Hwan | 3:39.18  |

### Nữ
| Nội dung                | Vàng | Vàng       | Bạc                                                                                                   | Bạc        | Đồng                                                                           | Đồng    |
| ----------------------- | --- | ---------- | --- | ---------- | ------------------------------------------------------------------------------ | ------- |
| 50 m freestyle          | Trần Tân Nghị · Trung Quốc | 24.87 GR   | Uchida Miki · Nhật Bản                                                                                | 25.11      | Đường Nghị · Trung Quốc                                                        | 25.17   |
| 100 m freestyle         | Shen Duo · Trung Quốc | 54.37      | Đường Nghị · Trung Quốc                                                                               | 54.45      | Uchida Miki · Nhật Bản                                                         | 54.66   |
| 200 m freestyle         | Shen Duo · Trung Quốc | 1:57.66    | Igarashi Chihiro · Nhật Bản                                                                           | 1:59.13    | Đường Nghị · Trung Quốc                                                        | 1:59.34 |
| 400 m freestyle         | Trương Vũ Hàn · Trung Quốc | 4:07.67    | Bi Yirong · Trung Quốc                                                                                | 4:08.23    | Igarashi Chihiro · Nhật Bản                                                    | 4:09.35 |
| 800 m freestyle         | Bi Yirong · Trung Quốc | 8:27.54    | Từ Đan Lộ · Trung Quốc                                                                                | 8:33.89    | Chida Asami · Nhật Bản                                                         | 8:34.66 |
| 50 m backstroke         | Phúc Viên Huy · Trung Quốc | 27.66      | Yekaterina Rudenko · Kazakhstan                                                                       | 28.04 NR   | Takemura Miyuki · Nhật Bản                                                     | 28.27   |
| 100 m backstroke        | Phúc Viên Huy · Trung Quốc | 59.95      | Yekaterina Rudenko · Kazakhstan                                                                       | 1:00.61 NR | Vương Tiết Nhĩ · Trung Quốc                                                    | 1:01.09 |
| 200 m backstroke        | Akase Sayaka · Nhật Bản | 2:10:31    | Trần Khiết · Trung Quốc                                                                               | 2:10.53    | Nguyễn Thị Ánh Viên · Việt Nam                                                 | 2:12:25 |
| 50 m breaststroke       | Suzuki Satomi · Nhật Bản | 31.34      | Suo Ran · Trung Quốc                                                                                  | 31.52      | Hạ Vũ Triết · Trung Quốc                                                       | 31.62   |
| 100 m breaststroke      | Thạch Kính Lâm · Trung Quốc | 1:06.67 GR | Watanabe Kanako · Nhật Bản                                                                            | 1:06.80    | Hạ Vân · Trung Quốc                                                            | 1:08.11 |
| 200 m breaststroke      | Watanabe Kanako · Nhật Bản | 2:21.82    | Kaneto Rie · Nhật Bản                                                                                 | 2:21.92    | Thạch Kính Lâm · Trung Quốc                                                    | 2:23.58 |
| 50 m butterfly          | Lỗ Anh · Trung Quốc | 25.83      | Đào Lệ · Singapore                                                                                    | 26.28      | Lưu Lan · Trung Quốc                                                           | 26.72   |
| 100 m butterfly         | Trần Tân Nghị · Trung Quốc | 56.61 GR   | Lỗ Anh · Trung Quốc                                                                                   | 58.45      | Đào Lệ · Singapore                                                             | 59.08   |
| 200 m butterfly         | Jiao Liuyang · Trung Quốc | 2:07.56    | Hoshi Natsumi · Nhật Bản                                                                              | 2:08.04    | Nakano Miyu · Nhật Bản                                                         | 2:09.18 |
| 200 m individual medley | Diệp Thi Văn · Trung Quốc | 2:08.94 GR | Watanabe Kanako · Nhật Bản                                                                            | 2:10.58    | Teramura Miho · Nhật Bản                                                       | 2:11.24 |
| 400 m individual medley | Diệp Thi Văn · Trung Quốc | 4:32.97    | Shimizu Sakiko · Nhật Bản                                                                             | 4:38.63    | Nguyễn Thị Ánh Viên · Việt Nam                                                 | 4:39.65 |
| 4×100 m freestyle relay | Trung Quốc (CHN) · Diệp Thi Văn · Shen Duo · Trương Vũ Phi · Đường Nghị · Khâu Vũ Hàn · Trần Tân Nghị · Tôn Mai Chấn · Châu Nghị Lâm | 3:37.25    | Nhật Bản (JPN) · Uchida Miki · Yamaguchi Misaki · Watanabe Kanako · Matsumoto Yayoi · Miyamoto Yasuko | 3:39.35    | Hồng Kông (HKG) · Camille Cheng · Stephanie Au · Sze Hang Yu · Siobhan Haughey | 3:39.94 |
| 4×200 m freestyle relay | Trung Quốc (CHN) · Quách Quân Quân · Đường Nghị · Tào Nhạc · Shen Duo                                                                | 7:55.17    | Nhật Bản (JPN) · Igarashi Chihiro · Miyamoto Yasuko · Matsumoto Yayoi · Takano Aya                    | 7:58.43    | Hồng Kông (HKG) · Camille Cheng · Stephanie Au · Sze Hang Yu · Siobhan Haughey | 8:04.55 |
| 4×100 m medley relay    | Nhật Bản (JPN) · Sakai Shiho · Watanabe Kanako · Hoshi Natsumi · Uchida Miki                                                         | 4:00.94    | Hàn Quốc (KOR) · Lee Da-Lin · Yang Ji-Won · An Se-Hyeon · Ko Mi-So                                    | 4:04.82    | Hồng Kông (HKG) · Stephanie Au · Yvette Kong · Sze Hang Yu · Siobhan Haughey   | 4:07.15 |

## Bảng huy chương
| 1         | Trung Quốc (CHN) | 22 | 12 | 11 | 45  |
| 2         | Nhật Bản (JPN)   | 12 | 20 | 13 | 45  |
| 3         | Kazakhstan (KAZ) | 3  | 2  | 0  | 5   |
| 4         | Singapore (SIN)  | 1  | 2  | 2  | 5   |
| 5         | Hàn Quốc (KOR)   | 0  | 2  | 6  | 8   |
| 6         | Hồng Kông (HKG)  | 0  | 0  | 3  | 3   |
| 7         | Việt Nam (VIE)   | 0  | 0  | 2  | 2   |
| 8         | Ấn Độ (IND)      | 0  | 0  | 1  | 1   |
| Tổng cộng | Tổng cộng        | 38 | 38 | 38 | 114 |

- Kỷ lục:
  - Kosuke Hagino giành 7 huy chương bơi lội

## Các kỷ lục
- Website chính thức

## Quốc gia tham dự
Tổng cộng có 331 vận động viên từ 34 quốc gia tranh tài ở môn bơi lội tại Đại hội Thể thao châu Á 2014:
- Campuchia (2)
- Trung Quốc (61)
- Đài Bắc Trung Hoa (24)
- Hồng Kông (24)
- Ấn Độ (7)
- Indonesia (6)
- Iran (5)
- Nhật Bản (38)
- Kazakhstan (5)
- Kuwait (5)
- Kyrgyzstan (1)
- Lào (2)
- Liban (2)
- Ma Cao (10)
- Malaysia (6)
- Maldives (8)
- Mông Cổ (9)
- Nepal (4)
- Oman (1)
- Pakistan (8)
- Palestine (3)
- Philippines (3)
- Qatar (2)
- Ả Rập Xê Út (3)
- Singapore (17)
- Hàn Quốc (35)
- Syria (2)
- Tajikistan (5)
- Thái Lan (9)
- Turkmenistan (4)
- UAE (4)
- Uzbekistan (10)
- Việt Nam (4)
- Yemen (2)